# 도하의 기적
대한민국 축구의 역사에서 도하의 기적(-奇蹟), 또는 일본 축구의 역사에서 도하의 비극(ドーハの悲劇 도하노히게키[*])은 1994년 FIFA 월드컵 아시아 지역 최종 예선에서 마지막 순간에 본선 진출팀이 일본 축구 국가대표팀에서 대한민국 축구 국가대표팀으로 바뀐 사건을 가리킨다.
본선 진출국이 뒤바뀌게 된 이유는, 일본이 이라크와의 최종 경기에서 종료 직전 동점골을 허용하여 무승부를 기록, 일본이 승점에서 대한민국과 동률을 이루고도 골득실차에서 밀렸기 때문이다. 그 때 대한민국은 북한에게 2점차 이상으로 이기고, 사우디아라비아 혹은 일본이 무승부를 기록해야 미국행이 가능했던 상황이었다.

## 최종 예선 상황
아시아 지역 1차 예선에서 바레인, 레바논, 인도, 홍콩 등과 D조에 속해 있던 대한민국은 1차 예선을 무패로 마무리하며 조 1위로 통과했으며, 이후 6개 조를 1위로 통과한 6개 팀이었던 이라크, 이란, 북한, 대한민국, 사우디아라비아, 일본 중 본선에 진출할 2개국을 뽑기 위한(당시 예선에서는 아시아의 본선 진출팀이 2팀이었음) 풀 리그 경기가 카타르의 수도 도하에서 개최되었다.
대한민국은 난적 이란과의 첫 경기에서 3:0으로 완승을 거두며 본선 진출에 큰 어려움이 없을 듯했다. 그러나 이후 이라크, 사우디아라비아와의 경기에서 종료 직전 동점골을 허용해 각각 2:2, 1:1로 비기게 되며 본선 진출이 점점 더 어려워지게 되었다. 남은 경기는 일본, 조선민주주의인민공화국과의 두 경기였다.
이전까지의 축구 전적에 따르면, 1954년에 처음 경기를 가진 이래 일본과의 월드컵 예선 전적은 7승 3무로 대한민국은 일본에 대해서 승률이 매우 높았었다. 그러나 1993년 10월 25일에 열린 일본과의 경기에서 후반 15분 미우라 가즈요시에게 선제 결승골을 허용한 대한민국은 0:1로 패했고, 1승 2무 1패, 3위로 처지면서 자력 진출이 불가능하게 되었다.
| 팀                     | 승점 | 경기 | 승 | 무 | 패 | 득점 | 실점 | 득실 |
| ---------------------- | ---- | ---- | -- | -- | -- | ---- | ---- | ---- |
| 일본                   | 5    | 4    | 2  | 1  | 1  | 5    | 2    | +3   |
| 사우디아라비아         | 5    | 4    | 1  | 3  | 0  | 4    | 3    | +1   |
| 대한민국               | 4    | 4    | 1  | 2  | 1  | 6    | 4    | +2   |
| 이라크                 | 4    | 4    | 1  | 2  | 1  | 7    | 7    | 0    |
| 이란                   | 4    | 4    | 2  | 0  | 2  | 5    | 7    | -2   |
| 조선민주주의인민공화국 | 2    | 4    | 1  | 0  | 3  | 5    | 9    | -4   |

당시 순위는 승점, 골득실, 다득점, 승자승 순으로 정해지도록 되어 있었으며, 1993년 10월 28일 당시 모든 팀이 마지막 경기만을 남겨놓고 있었다. 마지막 경기는 다음과 같았다.
- 대한민국 대 조선민주주의인민공화국
- 사우디아라비아 대 이란
- 이라크 대 일본

당시의 승점 체계는 승리가 2점, 무승부가 1점, 패전이 0점이었기에 6개 팀 중 조선민주주의인민공화국만 탈락이 확정되었을 뿐, 나머지 5팀 모두에게 본선 진출은 계산상으로 가능했다.

## 마지막 경기
승부조작을 방지하기 위해, 마지막 3경기는 모두 1993년 10월 28일 같은 시간에 치러지게 되었다. 마지막 경기를 남겨놓고 사우디아라비아는 1승 3무로 승점 5점이었으며, 일본은 2승 1무 1패로 승점 5점, 대한민국은 승점 4점이었다.
사우디아라비아와 일본이 모두 승리를 거둔다면 대한민국은 조선민주주의인민공화국과의 최종 경기에서 아무리 많은 골을 넣어 이긴다고 해도 승점에서 밀려 본선 진출이 좌절되는 상황이었다. 대한민국이 진출할 수 있는 유일한 방법은 사우디아라비아와 일본 중에서 한 팀이 패하거나 무승부를 기록한 다음, 조선민주주의인민공화국을 상대로 최대한 많은 골을 넣어 골득실차를 높여야 하는 방법밖에 없었다.
최종전은 1993년 10월 28일에 열렸다. 대한민국은 후반전에 득점을 몰아치면서 조선민주주의인민공화국을 3:0으로 누르고 승리를 거뒀다. 같은 시간, 사우디아라비아와 이란의 경기는 사우디의 4:3 승리로 경기가 끝난 상황이었으며, 일본은 이라크에 2:1로 앞선 채 후반 45분이 끝나고 추가 시간이 주어진 3분이 거의 끝나 가던 상황이었기에, 대한민국 대표팀의 진출은 거의 실패한 것에 가까웠다. 하지만 2:1로 앞서고 있던 일본이 경기 종료 10초 전에 내준 코너킥 상황에서 이라크의 자파르 움란이 헤딩한 것이 골문 아래 구석으로 들어가면서 점수가 2:2가 되었고, 경기는 무승부로 끝나게 되었다. 이 경기로 대한민국과 일본은 승점이 같아졌지만 골득실에서 대한민국 +5, 일본 +3으로 대한민국이 앞서게 되어, 마지막 10초 전에 들어간 이라크의 단 한 골로 인해 일본이 결국 미국 월드컵 본선에 탈락하고 대한민국이 진출하는 이변이 발생한다.
| 팀                     | 승점 | 경기 | 승 | 무 | 패 | 득점 | 실점 | 득실 |
| ---------------------- | ---- | ---- | -- | -- | -- | ---- | ---- | ---- |
| 사우디아라비아         | 7    | 5    | 2  | 3  | 0  | 8    | 6    | +2   |
| 대한민국               | 6    | 5    | 2  | 2  | 1  | 9    | 4    | +5   |
| 일본                   | 6    | 5    | 2  | 2  | 1  | 7    | 4    | +3   |
| 이라크                 | 5    | 5    | 1  | 3  | 1  | 9    | 9    | 0    |
| 이란                   | 4    | 5    | 2  | 0  | 3  | 8    | 11   | -3   |
| 조선민주주의인민공화국 | 2    | 5    | 1  | 0  | 4  | 5    | 12   | -7   |

## 결과
우여곡절 끝에 본선 진출 티켓을 따내기는 했으나, 대한민국 축구계는 큰 홍역을 치렀다. 특히 당시만 해도 후진적이던 축구 시설과 대표팀 운영에 대한 비난이 봇물처럼 쏟아졌으며, 이는 차경복 기술위원장을 비롯한 기술위원회 모두가 사퇴하는 것으로 이어졌고, 후임 기술위원장으로 박경화가 임명되어 새로운 기술위원회가 구성되었다. 의견이 분분하였던 대표팀의 김호 감독 유임 문제는 일단 월드컵 본선까지는 임기를 보장하는 것으로 결론지어졌으나, 유기흥 코치가 사퇴하였고, 허정무가 새 코치로 들어오게 되었다. 본선 진출에 실패한 일본 또한 한스 오프트 당시 감독이 사임하는 등의 변화가 있었다.
또한 이 때까지 축구에 있어서는 일본을 과소평가하던 면이 없지 않았으나, 이 사건을 계기로 한·일전 축구 경기는 경쟁 의식이 두드러지게 나타나기 시작했다. 이는 일본에서도 마찬가지였다. 이것은 2002년 FIFA 월드컵 유치 경쟁을 통해 강렬하게 분출되었으며, 특히 프랑스 월드컵 예선에서 대한민국과 일본이 같은 조에 편성되면서 한층 가열되었다. 이러한 분위기는 1997년 9월 28일 도쿄 국립 경기장에서 벌어진 도쿄 대첩에서 극에 달했다.
1994년 FIFA 월드컵이 끝나고 열린 1994년 아시안 게임의 축구 8강전에서 대한민국과 일본의 리턴 매치가 성사됐다. 당시 일본은 도하에서 대한민국을 침몰시켰던 미우라 가즈요시를 다시 한 번 앞세웠고, 미우라 가즈요시가 선제 골을 넣으며 대한민국 앞에서 건재함을 과시했다. 그러나 대한민국은 도하 패전의 설욕을 벼르고 있었고, 황선홍과 유상철이 득점한 대한민국은 난타전 끝에 3:2로 일본에 승리하며 도하에서의 패전을 설욕했다.
1990년대 후반까지 대한민국과 일본과의 축구 경기는 과열 양상을 띠었으며 ‘전통의 라이벌’이라는 의식이 생기기 시작했다. 한편, 이러한 라이벌 의식은 도쿄 대첩 이후 동반자 의식으로 변화하기 시작했고, 2002년 FIFA 월드컵 대회의 성공적인 공동 개최 이후 상호간의 이해가 높아지면서 많이 약화되었다.

### 경기 정보

#### 대한민국 대 조선민주주의인민공화국
| 대한민국                             | 3 – 0 | 북한 |
| ------------------------------------ | ----- | ---- |
| 고정운 49′ · 황선홍 53′ · 하석주 75′ |       |      |

| 대한민국 | 조선민주주의인민공화국 |

#### 일본 대 이라크
| 일본                     | 2 – 2       | 이라크                           |
| ------------------------ | ----------- | -------------------------------- |
| 미우라 5′ · 나카야마 70′ | (FIFA 기록) | 셰나이실 55′ · 자파르 움란 90+1′ |

| 일본 | 이라크 |

| 일본:       |    |                          |     |     |
|             |    |                          |     |     |
| GK          | 1  | 마쓰나가 시게타쓰        | 84′ |     |
| LB          | 3  | 가쓰야 도시노부          | 10′ |     |
| RB          | 4  | 호리이케 다쿠미          |     |     |
| CB          | 5  | 하시라타니 데쓰지 (주장) |     |     |
| CB          | 7  | 이하라 마사미            |     |     |
| MF          | 10 | 라모스 루이              |     |     |
| MF          | 15 | 요시다 미쓰노리          |     |     |
| MF          | 17 | 모리야스 하지메          |     |     |
| FW          | 11 | 미우라 가즈요시          |     |     |
| FW          | 12 | 하세가와 겐타            |     | 59′ |
| FW          | 16 | 나카야마 마사시          |     | 80′ |
| 교체 선수:  |    |                          |     |     |
|             | 8  | 후쿠다 마사히로          |     | 59′ |
|             | 9  | 다케다 노부히로          |     | 80′ |
| 감독:       |    |                          |     |     |
| 한스 우프트 |    |                          |     |     |

| 이라크:    |    |                       |     |     |
|            |    |                       |     |     |
| GK         | 21 | Ibrahim Salim Saad    |     |     |
| DF         | 2  | Samir Kadhim          |     |     |
| DF         | 3  | Saad Abdul-Hamed      | 80′ |     |
| DF         | 4  | 라디 셰나이실         |     |     |
| DF         | 14 | Salim Hussein         |     |     |
| MF         | 18 | Munthir Khalaf Muhsin |     |     |
| MF         | 12 | Mohammed Jassim       |     | 46′ |
| MF         | 22 | Bassam Raouf Hamed    |     | 71′ |
| FW         | 8  | 아흐메드 라디 (주장)  | 23′ |     |
| FW         | 9  | Alaa Kadhim           |     |     |
| FW         | 17 | Laith Hussein         |     |     |
| 교체 선수: |    |                       |     |     |
|            | 5  | Abdul-Jabar Hashim    |     | 71′ |
|            | 16 | 자파르 움란           |     | 46′ |
| 감독:      |    |                       |     |     |
| 암모 바바  |    |                       |     |     |

## 같이 보기
- 1994년 FIFA 월드컵 아시아 지역 예선
- 1994년 FIFA 월드컵
- 2007년 AFC 아시안컵
- 한일전 (축구)
- 남북전 (축구)

## 참고 자료
- 월드컵 도전 반세기 - '도하의 기적' 덕에 나가 선전한 미국 월드컵